# Haemaphysalis luzonensis
Haemaphysalis luzonensis este o specie de căpușe din genul Haemaphysalis, familia Ixodidae, descrisă de Harry Hoogstraal și Parrish în anul 1968. Conform Catalogue of Life specia Haemaphysalis luzonensis nu are subspecii cunoscute.